# Кэпитал-Тауэр
Башня Капитал (кит. 资金大厦) — небоскрёб в Сингапуре. Высота 52-этажного дома составляет 254 метра, он является вторым по высоте небоскрёбом Сингапура. Строительство было завершено в 2000 году.
В здании работают двухэтажные лифты. С нагрузкой до 3540 кг скорость лифтов составляет 10 м / с.
Якорным арендатором башни является государственная Инвестиционная Корпорация Сингапура.
На последнем этаже башни расположен закрытый Китайский клуб. В клубе находятся бар, ресторан и конференц-залы.